# Sekt

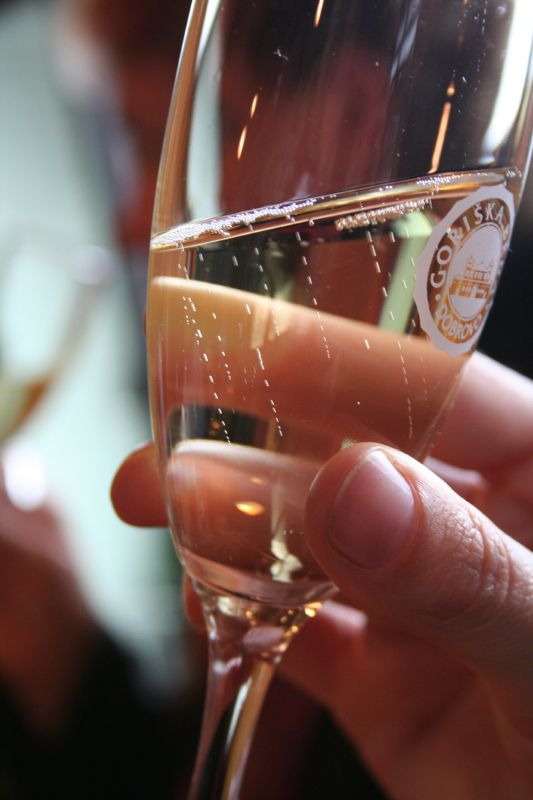
Sklenka naplněná sektem

Sekt či někdy také šumivé víno je označení alkoholického nápoje, který je vyráběn primárním či sekundárním kvašením vína a nebo moštu. Sekt je šumivý nápoj, který je skladován ve skleněných láhvích s korkovým a nebo plastovým uzávěrem, jejž je možné tlakem sektu vytlačit z láhve.
Označení sekt je převzato z Německa, kde bylo používáno od 18. století. Název sekt je občas zaměňován s názvem šampaňské víno, kterým se ale mohou honosit pouze vína z francouzské oblasti Champagne. Od roku 1908 se totiž jedná o chráněnou značku. Dalšími šumivými víny jsou španělská cava, italské prosecco, lambrusco, asti spumante.

## Rozdělení podle obsahu cukru
- brut nature (přírodně tvrdé) – pod 3 gramy cukru na litr; tyto údaje lze užít pouze na výrobky, kterým po vytvoření šumivého vína nebyl dodán žádný cukr
- extra brut (zvláště tvrdé) – mezi 0 až 6 gramů cukru na litr
- brut (tvrdé) – do 15 gramů cukru na litr
- extra dry (zvláště suché) – 12 až 20 gramů cukru na litr
- sec (suché) – 17 až 35 gramů cukru na litr
- demi-sec (polosuché) – 33 až 50 gramů cukru na litr
- doux (sladké) – nad 50 gramů cukru na litr[2][3]

## Výroba
Sekt se vyrábí dvojí cestou z vína, které je nejčastěji v podobě suchého kyselejšího vína. V první fázi dojde k lisování hroznů, čímž se zabrání vzniku oxidantních látek a tříslovin. Klasickou a původní metodou je kvašení vína v láhvi, které je ve Francii nazýváno jako Méthode Champenoise.
Méthode Champenoise je tradiční postup výroby v Champagni a je založen na druhotném kvašení v láhvi. K ručnímu sběru hroznů, které se vyznačují nižším obsahem cukrů a výraznou kyselinkou, dochází již 100 dní po odkvětu, kdy má hrozen nejvyšší kvalitu. Hrozny jsou opatrně lisovány, do moštu přidány kvasinky a proběhne první kvašení v kádích, vzácně v dubových sudech. Následuje scelování a stáčení vína do lahví, do nichž se přidává tirážní likér, což je směs třtinového cukru, kvasinkové kultury a "starého" vína. Láhev se uzavře korunkovým uzávěrem a uloží do vodorovné polohy. Nastává druhotné kvašení a vzniklý CO2 proměňuje tiché víno v šumivé. Tato metoda vyžaduje nejméně 9 měsíců následného vyzrávání vína před odstraněním sedimentů. Odumírající kvasinky se rozkládají a obohacují víno o specifickou chuť i vůni. Vrcholná fáze výroby představuje setřásání sedliny na zátku. V praxi to znamená, že lahve jsou obrácené zátkou dolů, nakloněné a každý den se přetřásají. Následně jsou hrdla lahví ochlazena, po otevření láhve vystřelí zmrzlé sedimenty ven a tím končí fáze odkalení. Obsah láhve se doplní buď suchým vínem – tak vznikají vyhlášená šampaňská vína v kategorii brut nature bez přidaného cukru, nebo se doplní expedičním likérem – směsí vína a cukru na škále extra brut až doux. Tím se reguluje sladkost výsledného vína. Lahve jsou uzavřeny korkovou zátkou a zabezpečeny drátěným košíčkem.
U ostatních šumivých vín, byť vyrobených týmž postupem, je povoleno používat označení méthode traditionnelle (tj. označení šampaňského mohou mít jen vína vyrobená v Champagne). Druhou metodou je kvašení v tanku nazývané charmat, které je z hlediska výrobních nákladů značně levnější a umožňuje větší objem produkce. Charmat-Martinotti nebo také Charmatova metoda je jednou z nejrozšířenějších a vyrábí se s ní lehká, jemná šumivá vína. Je založena na principu druhotného kvašení v nerezových ocelových tancích, z nichž se kapalina stáčí do lahví pod tlakem. Výroba je poměrně rychlá a trvá „jen“ několik týdnů. Používají se především odrůdy, které nejsou tak drahé jako Pinot noir nebo Chardonnay.
Vyrábějí se v uzavřených nádobách do přetlaku 0,25 MPa.

## Značky

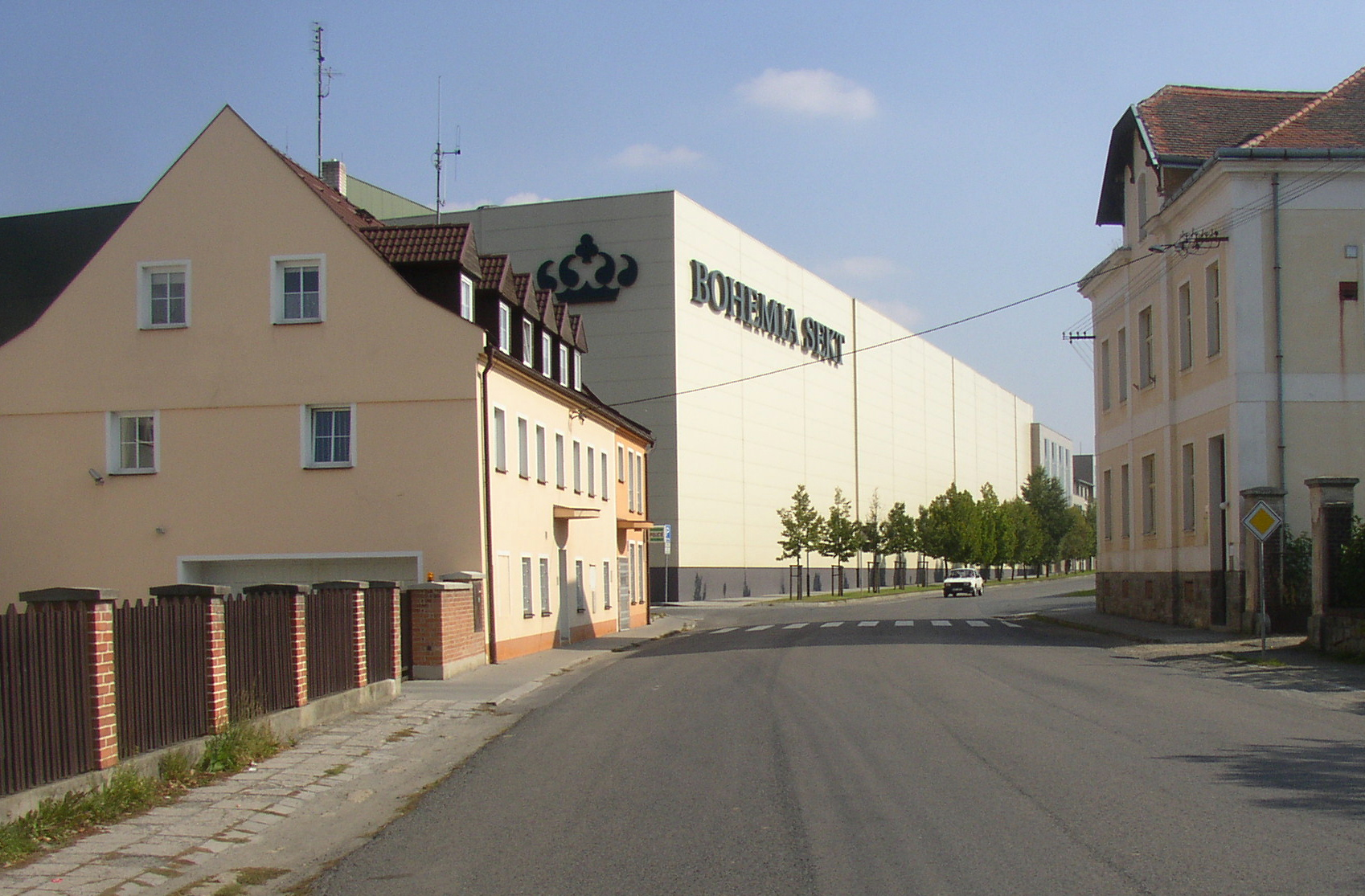
Největší český výrobce sektu ve Starém Plzenci

V Česku je nejznámější a nejprodávanější sekt vystupující pod značkou Bohemia Sekt, který se vyrábí ve Starém Plzenci nedaleko Plzně. Dále se v Česku výrobou sektu zabývá například vinařství Tanzberg nebo Mělnické vinařství Jiřího Lobkowicze Château Mělník.
Na Slovensku je tradice ještě starší. V roce 1825 začala výroba šumivého vína způsobem jako v oblasti Champagne Francouzem Jean Evangeliste Hubertem v Prešporku neboli v Bratislavě, později v Seredi, kde výroba probíhá dodnes. 